# アメリア・ウィンザー
アメリア・ウィンザー（Lady Amelia Sophia Theodora Mary Margaret Windsor、1995年8月24日 - ）は、ジョージ5世の玄孫。

## 略歴
セント・アンドルーズ伯爵ジョージ・ウィンザーとシルヴァナ・トマゼルリの間の次女として、ケンブリッジにて誕生。
兄エドワードと姉マリナは本人のカトリック信仰によりイギリス王位継承権を失っており、アメリアの順位は父ジョージの次位に来る。
2013年、パリで王族としての初めての公務を行った。
| 上位 ジョージ・ウィンザー セント・アンドルーズ伯爵 | イギリス王位継承順位 継承順位第43位 他の英連邦王国の王位継承権も同様 | 下位 アルバート・ウィンザー |